# Campeonato de Francia de Rugby 15 1908-09
El Campeonato de Francia de Rugby 15 1908-09 fue la 18.ª edición del Campeonato francés de rugby, la principal competencia del rugby galo.
El campeón del torneo fue el equipo de Stade Bordelais quienes obtuvieron su sexto campeonato.

## Desarrollo

### Cuartos de final
| 28 de febrero de 1909 | US Cognac | 0 - 16 | Stade Bordelais |  |  |

| 28 de febrero de 1909 | Le Havre AC | 6 - 14 | Stade Toulousain |  |  |

### Semifinal
| 14 de marzo de 1909 | FC Lyon | 3 - 5 | Stade Toulousain |  |  |

| 14 de marzo de 1909 | Stade Bordelais | 18 - 0 | Racing Club |  |  |

### Final
| 4 de abril de 1908 | Stade Toulousain | 0 - 17  | Stade Bordelais | Stade des Ponts Jumeaux, Toulouse |  |
|                    |                  | Reporte |                 |                                   |  |

| Bandera de Francia      |
| Campeón Stade Bordelais |
| Sexto título            |